# Ilirske pokrajine
Ilirske pokrajine (fra. Les Provinces Illyriennes) naziv je za hrvatske i slovenske zemlje pod francuskom vlašću u doba Napoleona, a dobile su ime po starosjediocima Ilirima. Stariji hrvatski naziv za ove pokrajine je Slovinske države.
Nakon poraza u Bitki kod Wagrama, Austrijsko Carstvo bilo je prisiljeno Schönbrunnskim mirom prepustiti Francuskoj veliki dio svojih zemalja.
Francuzi su 14. listopada 1809. od zapadnog dijela Koruške, potom od Kranjske, Hrvatske i Vojne krajine jugozapadno od Save, te kraja oko Gorice, Trsta, Istre, Dalmacije do Boke kotorske utemeljili Ilirske pokrajine. Nakon Napoleonovog poraza 1813. godine u Bitki kod Leipziga, Habsburgovci su preuzeli vlast nad Ilirskim pokrajinama, a 1816. godine na njihovom području osnovali su Kraljevinu Iliriju.

## Povijest
Mirom u Schönbrunu 14. listopada 1809., Austrija je Francuskoj ustupila Istru i Hrvatsku južno od Save. Francuzi su potom od zapadnog dijela Koruške, od Kranjske, Hrvatske i Vojne krajine jugozapadno od Save, te kraja oko Gorice, Trsta, Istre i Dalmacije utemeljili Ilirske pokrajine, izravno podređene Francuskom Carstvu, sa sjedištem u Ljubljani. Za guvernera (upravitelja) postavljen je Auguste Marmont.
Dekretom od 25. prosinca 1809. predao je Napoleon Marmontu neograničenu vlast u Ilirskim pokrajina dopustivši mu da može u svim granama uprave raditi po svom nahođenju, samo se u financijskim i vojnim poslovima morao dogovarati s resornim ministrima. Guvernerova desna ruka u svim poslovima, osim u sudbenim i vojničkim, bio je generalni intendant. Francuzi su zadržali sustav vojne krajine. Dne 6. ožujka 1810. Marmont je zabranio uporabu austrijskoga papirnatoga novca u prometu u Ilirskim pokrajinama, čime je zemlju spasio od bankrota, koji je već naredne godine 1811. stigao u austrijski dio Hrvatske, kao i ostale austrijske zemlje.
Napoleonov privremeni dekret bio je nepotpun pa je trebalo neprestano izdavati nove uredbe tako da je došlo do pravnog partikularizma zbog različitoga povijesnog i gospodarskog razvoja. Tako je Ilirija imala pet sustava uprave s različitom feudalnom podlogom. Upravna struktura bila je neujednačena. Ilirija je pripojena Francuskoj dekretom, a ne ustavom, malo je francuskih zakona uvedeno u Iliriju, agrarna reforma nije provedena. Žitelji Ilirije imali su vlastito državljanstvo i isprave koje nisu bile francuske, vlast je nadzirala promet putnika i roba.
U vanjskoj službi Marmont je odlučio uvesti hrvatski (ilirski) kao službeni jezik, a francuski je bio tek unutarnji, naročito u komunikaciji sa središnjom vladom. Uvođenjem hrvatskog jezika kao službenog pokazalo se potrebnim što prije organizirati školstvo u čitavim Ilirskim pokrajina, što je sve bilo potpuno plod Marmontove inicijative. Naredbu o ilirskom školstvu izdao je 4. srpnja 1810., te se u glavnom podudara s onom Vicka Dandola iz 1806. Marmont određuje tri vrste škola: temeljne ili pučke, gimnazije i liceje, te središnje škole.
Marmont je na mjestu upravitelja Ilirskih pokrajina bio do 9. travnja 1811. kad je za upravitelja imenovan je general Henri-Gatien Bertrand, koji je svoju dužnost obnašao do ožujka 1813. kada je imenovan Jean-Andoche Junot. Zadnji guverner je bio Joseph Fouché, imenovan u srpnju 1813.
Napoleonovim dekretom od 15. travnja 1811. (Decret sur l'organisation de l'Ilirie) Ilirske pokrajine bile su podijeljena na šest civilnih i jednu vojnu provinciju: Koruška (sjedište Lienz), Istra (sjedište Trst), Kranjska (sjedište Ljubljana), civilna Hrvatska (sjedište Karlovac), vojna Hrvatska (sjedište Senj), Dubrovnik (sjedište Dubrovnik) i Dalmacija (sjedište Zadar). Civilne provincije dijelile su se na 20 okružja (Districts), i to: Kranjska na tri (Ljubljana, Novo Mesto i Postojna), Koruška na dva (Villach i Lienz), Istra na četiri (Trst, Gorica, Kopar i Rovinj), civilna Hrvatska na tri (Karlovac, Rijeka i Senj), Dalmacija na pet (Zadar, Split, Šibenik, Makarska i Hvar) i Dubrovnik na tri (Dubrovnik, Kotor i Korčula). Okružja su pak sačinjavali kotari (cantons), njih 96, a ovi opet gradske i seoske općine. Od ovih provincija civilnu je Hrvatsku činio sav prostor nekadašnje austrijske Istre s Pazinom, Primorje od Mošćenica do uključivo Senja, te otoci Krk, Rab, Cres i Lošinj pored sve ostale zemlje do Save. Vojna Hrvatska dijelila se na pukovnije: ličku, otočku, ogulinsku, slunjsku i obje banske.
Vladi Ilirskih pokrajina (le gouvernement general des provinces d'Illyrie) sa središtem u Ljubljani stajali su na čelu pored generalnoga guvernera (upravitelja), još i generalni intendant financija i povjerenik za pravosuđe (le commissaire de justice). Guverneru je bila podčinjena sva vojska u Pokrajinama, kao i državno redarstvo (žandarmerija), te cjelokupna uprava. Nadalje mu je povjereno utvrđivanje gradova, gradnja cesta i predlaganje imenovanja viših činovnika, kao i časnika, dok je niže činovnike imenovao on sam. Napoleonovim je dekretom ograničena guvernerova vlast u odnosu na vrijeme dok je tu dužnost obnašao Marmont, jer su se od tada guverneri trebali gotovo u svim poslovima konzultirati sa središnjim francuskim ministrima. Glavne poslove uprave same, a naročito zemaljski proračun, imao je u rukama generalni intendant financija, u dogovoru sa samim guvernerom. Povjerenik za pravosuđe, kojemu je nadređeni bio guverner, bio je zadužen za pravosudne poslove. Ova trojica ta još dva suca prizivnog sudišta u Ljubljani činili su Malo vijeće (petit conseil) Ilirskih pokrajina, kojemu je predsjedavao guverner, a koje je u svojim rukama koncentriralo sve pravosudne i upravne poslove. Nadležnost mu je bila trojaka i u nekim je civilno-sudbenim raspravama bila najviša instancija, dakle kasacijski sud, onda vrhovno upravno sudište i povrh toga još je određivalo smjer unutrašnje politike izdavajući odredbe. Ovo je bila središnja vlada.
U svakoj je provinciji stajao na čelu posebni intendant, u okružjima i kotarima podintendanti (subdelegue), u gradskim općinama načelnici (maire), a u seoskim starješine. Uz svakoga od ovih čelnika nalazilo se vijeće sastavljeno od upravnih činovnika, a u općinama od građana, odnosno seljana. Izuzetak je činila Vojna Hrvatska, u kojoj je ostala netaknuta bivša krajiška uprava, tek joj je na čelo postavljen viši časnik s naslovom vojnog intendanta sa sjedištem u Karlovcu, uz kojeg je postojalo središnje ravnateljstvo (direction centrale) kao vijeće za upravne, a naročito za financijske poslove. Vojni intendant bio je izravno podčinjen guverneru. Uredovalo se francuskim jezikom, no domaće stanovništvo služilo se još i talijanskim, njemačkim i hrvatskim.
Kad su ustrojene Ilirske pokrajine, Napoleon je zabranio tranzitnu trgovinu Austrije preko tršćanske luke, udario teške poreze zbog rata, a Marmont je udario opći zemljišni porez. Njegov nasljednik Bertrand (1812.) s generalnim intendantom Chabrolom ukinuo je municipalizam i uveo nov način imenovanja gradonačelnika (maire). Francuska vlast uvela je jednakost sviju pred zakonom, obvezatni građanski brak, ali i teške poreze, novačenja, no Marmont i njegov nasljednik Bertrand nisu ukinuli feudalizam. Prvobitna Marmontova namjera bila je da ustroji novu naciju u Ilirskim pokrajinama, ali je ubrzo opazio da taj teritorij nije jezično jedinstven.

## Ustrojstvo vlasti
Središte Ilirskih pokrajina bilo je u Ljubljani. Godine 1809. Napoleon je izdao privremeni dekret koji je nepotpun pa je trebalo neprestano izdavati nove uredbe, tako da je došlo do pravnog partikularizma zbog različitoga povijesnog i gospodarskog razvoja. Tako je Ilirija imala pet sustava uprave s različitom feudalnom podlogom. Upravna struktura bila je neujednačena. Ilirija je pripojena Francuskoj dekretom, a ne ustavom, malo je francuskih zakona uvedeno u Iliriju, agrarna reforma nije provedena, generalni guverner bio je odgovoran samo ministrima u Parizu. Stanovništvo Ilirije imalo je vlastito državljanstvo i isprave koje nisu bile francuske, vlast je nadzirala promet putnika i roba.
Tek 15. travnja 1811. donesen je dekret o uređenju Ilirskih pokrajina. Vladi Ilirskih pokrajina (le gouvernement general des provinces d'Illyrie) stajali su na čelu pored generalnoga guvernera (upravitelja), još i generalni intendant financija i povjerenik za pravosuđe (le commissaire de justice). Guverneru je bila podčinjena sva vojska u Pokrajinama, kao i državno redarstvo (žandarmerija), te cjelokupna uprava. Nadalje mu je povjereno utvrđivanje gradova, gradnja cesta i predlaganje imenovanja viših činovnika, kao i časnika, dok je niže činovnike imenovao on sam. Napoleonovim je dekretom ograničena guvernerova vlast u odnosu na vrijeme dok je tu dužnost obnašao Marmont, jer su se od tada guverneri trebali gotovo u svim poslovima konzultirati sa središnjim francuskim ministrima. Glavne poslove uprave same, a naročito zemaljski proračun, imao je u rukama generalni intendant financija, u dogovoru sa samim guvernerom. Pod generalnim intendantom su generalni prihvatnik (receveur) i blagajnik, a generalni guverner imao je tajnika vlade. Povjerenik za pravosuđe, kojemu je nadređeni bio guverner, bio je zadužen za pravosudne poslove.
Generalni guverner, generalni intendant, povjerenik za pravosuđe i dva prizivna sudca iz Ljubljan činili su Malo vijeće (petit conseil) Ilirskih pokrajina, kojemu je predsjedavao guverner, a koje je u svojim rukama koncentriralo sve pravosudne i upravne poslove. Nadležnost mu je bila trojaka i u nekim je civilno-sudbenim raspravama bila najviša instancija, dakle kasacijski sud, onda vrhovno upravno sudište i povrh toga još je određivalo smjer unutrašnje politike izdavajući odredbe. Vijeće je bilo kasacijski sud za sporove koji ne prelaze 200.000 franaka. Za sporove više od tog iznosa nadležan je bio kasacijski sud Carstva. Utok za pomilovanje, suspenzije izvršenja presuda također su bili u nadležnosti kasacijskog suda Carstva.
Odluke trojice čelnika Ilirije donosile su se na francuskome, talijanskome i njemačkome jeziku.
Napoleon se umiješao i u crkvene stvari. Samostalno je postavio grčkoistočnog biskupa Dalmacije Benedikta Kraljevića 1810. godine.
Sudstvo je bilo odvojeno od uprave. U svakom kotaru smješten je pomirbeni sud s jednim sucem (juge   de   paix), dok su u gradovima Ljubljani, Villachu, Novom Mestu, Lienzu, Rijeci, Karlovcu, Gorici, Zadru, Splitu, Dubrovniku i Kotoru osnovani sudbeni stolovi prvoga stupnja (tribunal de premiere instance) za sve građanske i kaznene parnice s predsjednikom, dva suca, tri pristava i državnim odvjetnikom (tužiteljem). U gradovima Ljubljani, Trstu, Rijeci i Dubrovniku osnovani su trgovački sudovi (tribunal de commerce) s predsjednikom, četiri suca i dva pristava za trgovačke parnice (suci su bili imenovani između trgovaca, kupaca ili novčara). Nadalje su osnovana tri prizivna sudišta (cours d' appel) u Ljubljani, Zadru i Dubrovniku. Pod prvo su spadali Kranjska, Koruška, Istra i civilna Hrvatska,   pod   drugo Dalmacija, a pod treće Dubrovnik i Boka. Kod ljubljanskoga sudišta bilo je pored prvoga predsjednika još i drugi predsjednik,   osam sudaca, četiri pristava i državni odvjetnik, te se dijelilo na dva odsjeka (section), dok je kod sudova u Zadru i Dubrovniku bilo pored predsjednika samo četiri suca, dva pristava i državni odvjetnik. U Vojnoj Hrvatskoj zadržani su i nadalje kapetanski i regementski sudovi, od kojih se moglo žaliti na vrhovni vojni sud u Karlovcu bez daljega priziva. Na čelu cjelokupnog ilirskoga pravosuđa stajao je povjerenik za pravosuđe, koji je nadzirao sve sudove i rješavao pritužbe na pojedine suce.

### Generalni guverneri
- Auguste Marmont (1809. – 1811.)
- Henri-Gatien Bertrand (1811. – 1813.)
- Jean-Andoche Junot (1813.)
- Joseph Fouché (1813.)

## Teritorijalno-administrativna podjela
Napoleonovim dekretom od 15. travnja 1811. (Decret sur l'organisation de l'Ilirie) Ilirske pokrajine bile su podijeljena na šest civilnih i jednu vojnu provinciju:
- Koruška (sjedište Lienz),
- Istra (sjedište Trst),
- Kranjska (sjedište Ljubljana),
- Civilna Hrvatska (sjedište Karlovac),
- Vojna Hrvatska (sjedište Senj),
- Dubrovnik (sjedište Dubrovnik),
- Dalmacija (sjedište Zadar).

Civilne provincije dijelile su se na 20 okružja (Districts), i to: Kranjska na tri (Ljubljana, Novo Mesto i Postojna), Koruška na dva (Villach i Lienz), Istra na četiri (Trst, Gorica, Kopar i Rovinj), civilna Hrvatska na tri (Karlovac, Rijeka i Senj), Dalmacija na pet (Zadar, Split, Šibenik, Makarska i Hvar) i Dubrovnik na tri (Dubrovnik, Kotor i Korčula). Okružja su pak sačinjavali kotari (cantons), njih 96, a ovi opet gradske i seoske općine. Od ovih provincija civilnu je Hrvatsku činio sav prostor nekadašnje austrijske Istre s Pazinom, Primorje od Mošćenica do uključivo Senja, te otoci Krk, Rab, Cres i Lošinj pored sve ostale zemlje do Save. U svakoj je provinciji stajao na čelu posebni intendant, u okružjima i kotarima podintendanti (subdelegue), u gradskim općinama načelnici (maire), a u seoskim starješine. Uz svakoga od ovih čelnika nalazilo se vijeće sastavljeno od upravnih činovnika, a u općinama od građana, odnosno seljana.
Zauzimajući Dubrovnik Francuzi su zauzeli i "otomanske koridore"; Neum i Sutorinu, te iako ih formalno nisu pripojili, držali pod vojnom vlašću, čemu svjedoči i "francuska cesta" koja je građena uz obalu.
Vojnu Hrvatsku ustrojio je maršal Marmont tako što ju je podijelio u pukovnije: Ličku s Gospićem kao stožernim mjesto, Otočačku, Ogulinsku i Slunjsku, potom Glinsku i Petrinjsku koje su poslije nosile naziv 1. i 2. banske. U Vojnoj Hrvatskoj, u kojoj je ostala netaknuta bivša krajiška uprava, na čelu se nalazi viši časnik s naslovom vojnog intendanta sa sjedištem u Karlovcu, uz kojeg je postojalo središnje ravnateljstvo (direction centrale) kao vijeće za upravne, a naročito za financijske poslove. Vojni intendant bio je izravno podčinjen guverneru. Bečki Dvor nastojao je privući časnike da pređu Savu i ne služe Francuze, ali uspjeh je bio ograničen. Časnici su bili Francuzi koji nisu znali hrvatski jezik, ali su imali uz sebe satnika Hrvata adjutant–majora koji je prenosio zapovijedi.
Dekretom od 12. veljače 1810. Ilirske su pokrajine podijeljene u dvije divizije sa sjedištem u Ljubljani i Zadru, svaka pod zapovjedništvom divizijskoga generala.

## Povezano
- Hrvatske zemlje pod francuskom vlašću
- Kraljevina Ilirija